# Sjönemertin
Sjönemertin (Prostoma graecense) är en djurart som tillhör fylumet slemmaskar, och som först beskrevs av Böhmig 1893.  Sjönemertin ingår i släktet Prostoma, ordningen Hoplonemertea, klassen Enopla, fylumet slemmaskar och riket djur. Arten är reproducerande i Sverige.